# 카를 뢰벤슈타인
카를 뢰벤슈타인(Karl Loewenstein, 1891년 11월 9일~1973년 7월 10일)은 독일의 법학자이다.

## 생애
1891년 11월 9일 뮌헨의 유대인 가정에서 태어났다. 뮌헨 대학교에서 법학·경제학을 공부했으며, 이후 하이델베르크 대학교에서 수학하면서 잠시 막스 베버의 제자로 있었다. 제1차 세계 대전이 벌어지는 중에는 법무부 뮌헨사무소에서 근무하였으며, 이후 1932년 뮌헨 대학교에서 국제법·비교헌법 강사로 임용되었다. 그러나 나치가 집권을 한 해인 1933년 미국으로 피난하였다.
1934년 해럴드 래스키와 펠릭스 프랑크푸르터의 도움으로 예일 대학교, 애머스트 칼리지에서 법학·정치학 강사로 임명되었다. 1940년대부터 비상자문위원회에서 활발히 활동하였다. 1973년 7월 10일 하이델베르크에서 죽었다.

## 참고
- 우디 그린버그 (2018년). 《바이마르의 세기: 독일 망명자들과 냉전의 이데올로기적 토대》. 회화나무. 279~348쪽.